# Xã East Saline, Quận Sheridan, Kansas
Xã East Saline (tiếng Anh: East Saline Township) là một xã thuộc quận Sheridan, tiểu bang Kansas, Hoa Kỳ. Năm 2010, dân số của xã này là 45 người.